# Pałac Brunszwickich w Kołobrzegu
Pałac Brunszwickich – budynek w stylu empire, znajdujący się w Kołobrzegu, w centrum miasta, przy ulicy Armii Krajowej 10. Obecnie mieści się w nim oddział Muzeum Oręża Polskiego w Kołobrzegu. Budynek jest wpisany do rejestru zabytków.

## Historia
Pałac zbudowany został w XIX wieku (w pierwszym dwudziestoleciu) przez kołobrzeskiego kupca C. F. H. Plüddemanna, jako wiano dla jego córki Almy, która wyszła za mąż za handlowca i armatora Heinricha Braunschweiga (to tłumaczy nazwę pałacu, która z czasem została spolszczona). Pomimo tego, że późniejsi właściciele budynku mieli inne nazwiska, był on zawsze nazywany pałacem Brunszwickich.
Tuż przed wybuchem II wojny światowej pałac przekazano miastu z przeznaczeniem na muzeum. Niestety wskutek wybuchu wojny nie dokończono remontu. Po wojnie, już od roku 1945 był tu Urząd Bezpieczeństwa Publicznego, później sąd i prokuratura. W latach 70. XX wieku budynek przeszedł kapitalny remont, od roku 1977 jest siedzibą Muzeum Oręża Polskiego.

## Wygląd
Pałac zbudowany jest na planie prostokąta. Ma trzy kondygnacje. Na pierwszym piętrze znajduje się sala balowa z plafonem, który jest atrakcją i ozdobą sali. Pośrodku sufitu znajduje się obraz z wizerunkiem Flory. Ściany pomieszczenia, na których powieszone są obrazy olejne na płótnie, przedstawiające polskie postaci historyczne, są koloru różowego. Obrazy te przekazane zostały do pałacu w Kozłówce w roku 1987. Ponadto w sali tej we wnękach znajduje się szesnastowieczna zbroja z tarczą i kopią, a naprzeciw popiersie Pallas Ateny wykonane z marmuru.
Dawniej na kalenicy była postawiona wieżyczka, skąd obserwowano wejście statków do portu.